# شربورن، واریک‌شر
شربورن (به انگلیسی: Sherbourne) یک روستا و محله مدنی در بریتانیا است که در Warwick واقع شده‌است. شربورن ۱۷۴ نفر جمعیت دارد.